# Campionato mondiale di hockey su ghiaccio Under-20 2009
Il 33º Campionato mondiale di hockey su ghiaccio U-20 è stato assegnato dall'International Ice Hockey Federation al Canada, che lo ha ospitato nella città di Ottawa nel periodo tra il 26 dicembre 2008 e il 5 gennaio 2009. Questa è la prima volta che il torneo viene ospitato della capitale, mentre è l'ottavo Campionato mondiale disputato nel paese nordamericano, dopo le edizioni 1978, 1986, 1991, 1995, 1999, 2003 e 2006. Il torneo ha fatto registrare il record assoluto di spettatori presenti nei palazzetti per la categoria U20, 453.282 persone, nonché quarto risultato di sempre nelle competizioni IIHF. Nella finale il Canada ha sconfitto per il secondo anno consecutivo la Svezia per 5-1 e si sono aggiudicati il quinto titolo consecutivo, eguagliando la striscia vincente durata dal 1993 al 1997.

## Campionato di gruppo A

### Stadi
- La Scotiabank Place ha ospitato la maggior parte delle partite, inclusa tutta la fase ad eliminazione diretta. L'arena è utilizzata dalla sua inaugurazione nel 1996 dalla squadra di NHL degli Ottawa Senators. La sua capienza è di 19.153 posti.
- L'Ottawa Civic Centre ha accolto le altre partite, e ha subito interventi di ristrutturazione nel 2005. Dal 1992 al 1995 è stata sede sempre degli Ottawa Senators, mentre attualmente è un centro polifunzionale. Può ospitare 9.862 persone.

### Partecipanti
Al torneo prendono parte 10 squadre:
| 7 dall'Europa     | Finlandia  | Germania    | Lettonia | Rep. Ceca |  |
| 7 dall'Europa     | Russia     | Slovacchia  | Svezia   |           |  |
| 2 dal Nordamerica | Canada     | Stati Uniti |          |           |  |
| 1 dall'Asia       | Kazakistan |             |          |           |  |

### Gironi preliminari
Le dieci squadre partecipanti sono state divise in due gironi da 5 cinque squadre ciascuno: le compagini che si classificano al primo posto nel rispettivo girone si qualificano direttamente alle semifinali. La seconda e la terza classifica di ciascun raggruppamento disputano invece i quarti di finale. La quarta e la quinta giocano infine un ulteriore girone al termine del quale le ultime due classificate vengono retrocesse in Prima Divisione.

#### Girone A
| Ottawa 26 dicembre 2008, ore 15:30 UTC-5 | Germania | 2 – 8 (1-2; 0-3; 1-3) referto | Stati Uniti | Scotiabank Place (18.795 spett.) |

| Ottawa 26 dicembre 2008, ore 19:30 UTC-5 | Canada | 8 – 1 (1-0; 4-0; 3-1) referto | Rep. Ceca | Scotiabank Place (19.622 spett.) |

| Ottawa 27 dicembre 2008, ore 19:30 UTC-5 | Kazakistan | 0 – 9 (0-3; 0-4; 0-2) referto | Germania | Scotiabank Place (18.305 spett.) |

| Ottawa 28 dicembre 2008, ore 15:30 UTC-5 | Kazakistan | 0 – 15 (0-4; 0-5; 0-6) referto | Canada | Scotiabank Place (19.176 spett.) |

| Ottawa 28 dicembre 2008, ore 19:30 UTC-5 | Stati Uniti | 4 – 3 (1-0; 2-1; 1-2) referto | Rep. Ceca | Scotiabank Place (19.847 spett.) |

| Ottawa 29 dicembre 2008, ore 19:30 UTC-5 | Germania | 1 – 5 (0-1; 1-1; 0-3) referto | Canada | Scotiabank Place (19.326 spett.) |

| Ottawa 30 dicembre 2008, ore 15:30 UTC-5 | Rep. Ceca | 6 – 0 (2-0; 1-0; 3-0) referto | Germania | Scotiabank Place (17.976 spett.) |

| Ottawa 30 dicembre 2008, ore 19:30 UTC-5 | Stati Uniti | 12 – 0 (3-0; 5-0; 4-0) referto | Kazakistan | Scotiabank Place (18.288 spett.) |

| Ottawa 31 dicembre 2008, ore 15:30 UTC-5 | Rep. Ceca | 10 – 2 (6-1; 4-0; 0-1) referto | Kazakistan | Scotiabank Place (17.664 spett.) |

| Ottawa 31 dicembre 2008, ore 19:30 UTC-5 | Canada | 7 – 4 (3-3; 2-1; 2-0) referto | Stati Uniti | Scotiabank Place (20.223 spett.) |

| Pos. |             | PG | V | VOT | POT | P | GF | GS | DR  | Pt | Accede a             |
| 1.   | Canada      | 4  | 4 | 0   | 0   | 0 | 35 | 6  | +29 | 12 | Semifinali           |
| 2.   | Stati Uniti | 4  | 3 | 0   | 0   | 1 | 28 | 12 | +16 | 9  | Quarti di finale     |
| 3.   | Rep. Ceca   | 4  | 2 | 0   | 0   | 2 | 21 | 14 | +7  | 6  | Quarti di finale     |
| 4.   | Germania    | 4  | 1 | 0   | 0   | 3 | 12 | 19 | -7  | 3  | Girone Retrocessione |
| 5.   | Kazakistan  | 4  | 0 | 0   | 0   | 4 | 2  | 47 | -45 | 0  | Girone Retrocessione |

#### Girone B
| Ottawa 26 dicembre 2008, ore 14:30 UTC-5 | Lettonia | 1 – 4 (0-1; 0-1; 1-2) referto | Russia | Ottawa Civic Centre (9.441 spett.) |

| Ottawa 26 dicembre 2008, ore 18:30 UTC-5 | Finlandia | 1 – 3 (0-2; 1-0; 0-1) referto | Svezia | Ottawa Civic Centre (9.658 spett.) |

| Ottawa 27 dicembre 2008, ore 18:30 UTC-5 | Slovacchia | 7 – 2 (2-2; 3-0; 2-0) referto | Lettonia | Ottawa Civic Centre (9.370 spett.) |

| Ottawa 28 dicembre 2008, ore 14:30 UTC-5 | Russia | 5 – 2 (3-1; 1-1; 1-0) referto | Finlandia | Ottawa Civic Centre (9.715 spett.) |

| Ottawa 28 dicembre 2008, ore 18:30 UTC-5 | Svezia | 3 – 1 (2-0; 1-0; 0-1) referto | Slovacchia | Ottawa Civic Centre (9.726 spett.) |

| Ottawa 29 dicembre 2008, ore 18:30 UTC-5 | Lettonia | 1 – 10 (1-5; 0-1; 0-4) referto | Svezia | Ottawa Civic Centre (9.622 spett.) |

| Ottawa 30 dicembre 2008, ore 14:30 UTC-5 | Russia | 8 – 1 (2-1; 4-0; 2-0) referto | Slovacchia | Ottawa Civic Centre (9.419 spett.) |

| Ottawa 30 dicembre 2008, ore 18:30 UTC-5 | Finlandia | 5 – 1 (2-0; 3-1; 0-0) referto | Lettonia | Ottawa Civic Centre (9.376 spett.) |

| Ottawa 31 dicembre 2008, ore 14:30 UTC-5 | Svezia | 5 – 0 (4-0; 0-0; 1-0) referto | Russia | Ottawa Civic Centre (9.675 spett.) |

| Ottawa 31 dicembre 2008, ore 18:30 UTC-5 | Slovacchia     | 2 – 2 (d.t.s.) (0-0; 1-2; 1-0; 0-0) referto | Finlandia | Ottawa Civic Centre (9.312 spett.) |
| Shootout 1 – 0                           |                |                                             |           |                                    |
|                                          |                |                                             |           |                                    |
|                                          | Shootout 1 – 0 |                                             |           |                                    |

| Pos. |            | PG | V | VOT | POT | P | GF | GS | DR  | Pt | Accede a             |
| 1.   | Svezia     | 4  | 4 | 0   | 0   | 0 | 21 | 3  | +18 | 12 | Semifinali           |
| 2.   | Russia     | 4  | 3 | 0   | 0   | 1 | 17 | 9  | +8  | 9  | Quarti di finale     |
| 3.   | Slovacchia | 4  | 1 | 1   | 0   | 2 | 12 | 15 | -3  | 5  | Quarti di finale     |
| 4.   | Finlandia  | 4  | 1 | 0   | 1   | 2 | 10 | 12 | -2  | 4  | Girone Retrocessione |
| 5.   | Lettonia   | 4  | 0 | 0   | 0   | 4 | 5  | 26 | -21 | 0  | Girone Retrocessione |

### Girone per non retrocedere
Le ultime due classificate di ogni raggruppamento si sfidano in un girone all'italiana di sola andata. Le prime due classificate guadagnano la permanenza nel Gruppo A, mentre le ultime vengono retrocesse in Prima Divisione. Le sfide tra squadre provenienti dallo stesso girone si disputano, ma tutte le squadre ereditano i punti e la differenza reti delle partite precedentemente giocate. Pertanto Germania e Finlandia partono da 3 punti in virtù delle vittorie rispettivamente su Kazakistan e Lettonia.
| Ottawa 2 gennaio 2009, ore 18:30 UTC-5 | Germania | 1 – 7 (1-1; 0-5; 0-1) referto | Lettonia | Ottawa Civic Centre (9.888 spett.) |

| Ottawa 3 gennaio 2009, ore 18:30 UTC-5 | Finlandia | 7 – 1 (3-0; 2-1; 2-0) referto | Kazakistan | Ottawa Civic Centre (9.180 spett.) |

| Ottawa 4 gennaio 2009, ore 14:30 UTC-5 | Finlandia | 3 – 1 (2-0; 0-1; 1-0) referto | Germania | Ottawa Civic Centre (9.192 spett.) |

| Ottawa 4 gennaio 2009, ore 18:30 UTC-5 | Lettonia | 7 – 1 (1-0; 1-0; 5-1) referto | Kazakistan | Ottawa Civic Centre (9.173 spett.) |

| Pos. |            | PG | V | VOT | POT | P | GF | GS | DR  | Pt |
| 1.   | Finlandia  | 3  | 3 | 0   | 0   | 0 | 15 | 3  | +12 | 9  |
| 2.   | Lettonia   | 3  | 2 | 0   | 0   | 1 | 15 | 7  | +8  | 6  |
| 3.   | Germania   | 3  | 1 | 0   | 0   | 2 | 11 | 10 | +1  | 3  |
| 4.   | Kazakistan | 3  | 0 | 0   | 0   | 3 | 2  | 23 | -21 | 0  |

### Fase ad eliminazione diretta
|  | Quarti di finale | Quarti di finale | Quarti di finale |  |  | Semifinali | Semifinali | Semifinali |  |  | Finali          | Finali          | Finali          |
|  |                  |                  |                  |  |  |            |            |            |  |  |                 |                 |                 |
|  |                  |                  |                  |  |  | B1         | Svezia     | 5          |  |  |                 |                 |                 |
|  | A2               | Stati Uniti      | 3                |  |  | B3         | Slovacchia | 3          |  |  |                 |                 |                 |
|  | B3               | Slovacchia       | 5                |  |  |            |            |            |  |  | B1              | Svezia          | 1               |
|  |                  |                  |                  |  |  |            |            |            |  |  | A1              | Canada          | 5               |
|  |                  |                  |                  |  |  | A1         | Canada     | 6          |  |  |                 |                 |                 |
|  | B2               | Russia           | 5                |  |  | B2         | Russia     | 5          |  |  | Finale 3° posto | Finale 3° posto | Finale 3° posto |
|  | A3               | Rep. Ceca        | 1                |  |  |            |            |            |  |  | B3              | Slovacchia      | 2               |
|  |                  |                  |                  |  |  |            |            |            |  |  | B2              | Russia          | 5               |

#### Quarti di finale
| Ottawa 2 gennaio 2009, ore 15:30 UTC-5 | Stati Uniti | 3 – 5 (1-3; 0-0; 2-2) referto | Slovacchia | Scotiabank Place (18.042 spett.) |

| Ottawa 2 gennaio 2009, ore 19:30 | Russia | 5 – 1 (1-0; 0-0; 4-1) referto | Rep. Ceca | Scotiabank Place (18.753 spett.) |

#### Semifinali
| Ottawa 3 gennaio 2009, ore 15:30 UTC-5 | Svezia | 5 – 3 (0-1; 1-1; 4-1) referto | Slovacchia | Scotiabank Place (18.112 spett.) |

| Ottawa 3 gennaio 2009, ore 19:30 UTC-5 | Canada         | 5 – 5 (d.t.s.) (2-2; 1-0; 2-3; 0-0) referto | Russia | Scotiabank Place (19.327 spett.) |
| Shootout 1 – 0                         |                |                                             |        |                                  |
|                                        |                |                                             |        |                                  |
|                                        | Shootout 1 – 0 |                                             |        |                                  |

#### Finale per il 5º posto
| Ottawa 4 gennaio 2009, ore 19:30 UTC-5 | Stati Uniti | 3 – 2 (d.t.s.) (1-0; 0-0; 1-2) referto | Rep. Ceca | Scotiabank Place (17.936 spett.) |

#### Finale per il 3º posto
| Ottawa 5 gennaio 2009, ore 15:30 UTC-5 | Slovacchia | 2 – 5 (0-1; 1-2; 1-2) referto | Russia | Scotiabank Place (18.763 spett.) |

#### Finale
| Ottawa 3 gennaio 2009, ore 19:00 UTC-5 | Svezia | 1 – 5 (0-1; 0-1; 1-3) referto | Canada | Scotiabank Place (20.380 spett.) |

### Classifica marcatori
| Giocatore          | PG | G | A  | Pt | +/- | MP |
| ------------------ | -- | - | -- | -- | --- | -- |
| Cody Hodgson       | 6  | 5 | 11 | 16 | +8  | 2  |
| John Tavares       | 6  | 8 | 7  | 15 | +7  | 0  |
| Jordan Eberle      | 6  | 6 | 7  | 13 | +9  | 2  |
| Nikita Filatov     | 7  | 8 | 3  | 11 | +3  | 6  |
| Tomáš Tatar        | 7  | 7 | 4  | 11 | -2  | 4  |
| Jordan Schroeder   | 6  | 3 | 8  | 11 | +1  | 2  |
| James van Riemsdyk | 6  | 6 | 4  | 10 | +1  | 4  |
| Jan Káňa           | 6  | 6 | 3  | 9  | +2  | 0  |
| Teemu Hartikainen  | 6  | 3 | 6  | 9  | +4  | 4  |
| P.K. Subban        | 6  | 3 | 6  | 9  | +12 | 6  |

### Classifica portieri
| Giocatore        | Min    | TC  | GS | SO | MGS  | Sv%   |
| ---------------- | ------ | --- | -- | -- | ---- | ----- |
| Jacob Markström  | 298:07 | 140 | 8  | 1  | 1.61 | 94.29 |
| Juha Metsola     | 245:00 | 98  | 6  | 0  | 1.47 | 93.88 |
| Vadim Zhelobnyuk | 292:29 | 146 | 11 | 0  | 2.26 | 92.47 |
| Dustin Tokarski  | 248:41 | 117 | 11 | 0  | 2.65 | 90.60 |
| Nauris Enkuzens  | 346:18 | 257 | 25 | 0  | 4.33 | 90.27 |

### Classifica finale
| Pos | Squadra     |
| --- | ----------- |
| 1   | Canada      |
| 2   | Svezia      |
| 3   | Russia      |
| 4   | Slovacchia  |
| 5   | Stati Uniti |
| 6   | Rep. Ceca   |
| 7   | Finlandia   |
| 8   | Lettonia    |
| 9   | Germania    |
| 10  | Kazakistan  |

| Promosse nel Gruppo A:         | Svizzera | Austria    |
| Retrocesse in Prima Divisione: | Germania | Kazakistan |

#### Riconoscimenti
Riconoscimenti individuali
| Premio                  | Giocatore       |
| ----------------------- | --------------- |
| Miglior giocatore (MVP) | John Tavares    |
| Miglior portiere        | Jacob Markström |
| Miglior difensore       | Erik Karlsson   |
| Miglior attaccante      | John Tavares    |

All-Star Team
| Attacco:  | John Tavares – Codi Hodgson – Nikita Filatov |
| Difesa:   | P.K. Subban – Erik Karlsson                  |
| Portiere: | Jaroslav Janus                               |

## Prima Divisione
Il Campionato di Prima Divisione si è svolto in due gironi all'italiana. Il Gruppo A ha giocato a Herisau, in Svizzera, fra il 14 e il 20 dicembre 2008. Il Gruppo B ha giocato ad Aalborg, in Danimarca, fra il 15 e il 21 dicembre 2008:

### Gruppo A
| Pos. |             | PG | V | VOT | POT | P | GF | GS | DR  | Pt |
| 1.   | Svizzera    | 5  | 5 | 0   | 0   | 0 | 31 | 7  | +24 | 15 |
| 2.   | Bielorussia | 5  | 4 | 0   | 0   | 1 | 39 | 7  | +37 | 12 |
| 3.   | Francia     | 5  | 3 | 0   | 0   | 2 | 33 | 17 | +16 | 9  |
| 4.   | Slovenia    | 5  | 2 | 0   | 0   | 3 | 31 | 17 | +14 | 6  |
| 5.   | Polonia     | 5  | 1 | 0   | 0   | 4 | 7  | 23 | -16 | 3  |
| 6.   | Estonia     | 5  | 0 | 0   | 0   | 5 | 6  | 76 | -70 | 0  |

### Gruppo B
| Pos. |           | PG | V | VOT | POT | P | GF | GS | DR  | Pt |
| 1.   | Austria   | 5  | 4 | 0   | 1   | 0 | 29 | 9  | +19 | 13 |
| 2.   | Danimarca | 5  | 4 | 0   | 0   | 1 | 16 | 13 | +3  | 12 |
| 3.   | Norvegia  | 5  | 2 | 1   | 0   | 2 | 14 | 17 | -3  | 8  |
| 4.   | Italia    | 5  | 2 | 1   | 0   | 2 | 14 | 10 | +4  | 8  |
| 5.   | Ucraina   | 5  | 1 | 0   | 0   | 4 | 10 | 16 | -6  | 3  |
| 6.   | Ungheria  | 5  | 0 | 0   | 1   | 4 | 11 | 28 | -17 | 1  |

| Promosse nel Gruppo A:           | Svizzera | Austria  |
| Retrocesse in Seconda Divisione: | Estonia  | Ungheria |

## Seconda Divisione
Il Campionato di Seconda Divisione si è svolto in due gironi all'italiana. Il Gruppo A ha giocato a Miercurea-Ciuc, in Romania, fra il 15 e il 21 dicembre 2008. Il Gruppo B ha giocato a Logroño, in Spagna, fra il 10 e il 15 gennaio 2009:

### Gruppo A
| Pos. |               | PG | V | VOT | POT | P | GF | GS | DR  | Pt |
| 1.   | Giappone      | 5  | 4 | 0   | 0   | 1 | 45 | 11 | +34 | 12 |
| 2.   | Lituania      | 5  | 4 | 0   | 0   | 1 | 35 | 9  | +26 | 12 |
| 3.   | Corea del Sud | 5  | 2 | 2   | 0   | 1 | 19 | 18 | +1  | 10 |
| 4.   | Belgio        | 5  | 2 | 0   | 0   | 3 | 17 | 32 | -15 | 6  |
| 5.   | Serbia        | 5  | 0 | 1   | 1   | 3 | 10 | 33 | -23 | 3  |
| 6.   | Romania       | 5  | 0 | 0   | 2   | 2 | 9  | 32 | -23 | 2  |

### Gruppo B
| Pos. |             | PG | V | VOT | POT | P | GF | GS | DR  | Pt |
| 1.   | Croazia     | 5  | 5 | 0   | 0   | 0 | 34 | 15 | +19 | 15 |
| 2.   | Regno Unito | 5  | 4 | 0   | 0   | 1 | 29 | 10 | +19 | 12 |
| 3.   | Paesi Bassi | 5  | 3 | 0   | 0   | 2 | 28 | 12 | +16 | 9  |
| 4.   | Messico     | 5  | 2 | 0   | 0   | 3 | 11 | 27 | -16 | 6  |
| 5.   | Spagna      | 5  | 1 | 0   | 0   | 4 | 12 | 19 | -7  | 3  |
| 6.   | Cina        | 5  | 0 | 0   | 0   | 5 | 9  | 40 | -31 | 0  |

| Promosse in Prima Divisione:   | Giappone | Croazia |
| Retrocesse in Terza Divisione: | Romania  | Cina    |

## Terza Divisione
Per problemi organizzativi la Terza Divisione non si è svolta e pertanto Romania e Cina sono rimaste in Seconda Divisione anche per l'edizione 2010.